# Plaísio
Plaísio är en ort i Grekland.   Den ligger i prefekturen Thesprotia och regionen Epirus, i den västra delen av landet, 300 km nordväst om huvudstaden Aten. Plaísio ligger 552 meter över havet och antalet invånare är 192.
Terrängen runt Plaísio är huvudsakligen kuperad, men österut är den bergig.Runt Plaísio är det glesbefolkat, med 16 invånare per kvadratkilometer. Närmaste större samhälle är Igoumenitsa, 15,9 km söder om Plaísio. 